# Albrecht Harten
Albrecht Harten (* 25. Oktober 1937 in Schwerin; † 11. Dezember 2017) war ein deutscher Politiker (CDU).

## Leben
Harten wurde 1937 in Schwerin geboren, wo er auch das Abitur ablegte. Anschließend ging er von der DDR in die BRD. Da das DDR-Abitur nicht anerkannt wurde, legte er in Schleswig-Holstein erneut das Abitur ab. Er studierte anschließend an der Universität Hamburg und der Universität Münster, wo er auch seinen Diplom-Volkswirt machte. Nach dem Studium arbeitete er zunächst bei Galeria Kaufhof, ehe er 1968 als Berufsschullehrer bei der BBS Cuxhaven anfing, wo er bis zu seinem Ruhestand 2001 arbeitete.
Harten war verheiratet und hatte drei Kinder.

## Politik
Harten war Vorsitzender des Rings Christlich-Demokratischer Studenten in Münster und CDU-Mitglied. In Cuxhaven war er Vize-Kreisvorsitzender und später Kreisvorsitzender der CDU. 1972 wurde er in den Stadtrat gewählt, dessen Mitglied er bis zu seinem Tod blieb.
Harten war vom 12. November 1981 bis 1996 Oberbürgermeister von Cuxhaven. Bei der Kommunalwahl 1996 wurde er vom SPD-Kandidaten Hans-Heinrich Eilers abgelöst. Von 1999 bis 2000 war Albrecht Harten Erster Bürgermeister, von 2000 bis 2006 Zweiter Bürgermeister, von 2006 bis 2011 erneut Erster Bürgermeister und ab 2013 Dritter Bürgermeister.